# L'Hermine (film)
Pour la pièce de théâtre, voir L'Hermine.
Pour les articles homonymes, voir Hermine (homonymie).
Pour plus de détails, voir Fiche technique et Distribution.
L'Hermine est un film de procès français écrit et réalisé par Christian Vincent, sorti en 2015. Il met en vedette Fabrice Luchini et Sidse Babett Knudsen dans les rôles principaux, et raconte l'histoire d'un président de cour d'assises retrouvant une femme dont il est amoureux au cours d'un procès où elle fait partie du jury.
Le film marque les retrouvailles entre Christian Vincent et Fabrice Luchini vingt-cinq ans après La Discrète. Il s'agit du premier long-métrage en langue française pour Sidse Babett Knudsen. Présenté en compétition à la Mostra de Venise en septembre 2015, où il remporte notamment la Coupe Volpi pour la meilleure interprétation masculine pour Luchini, L'Hermine sort le 18 novembre 2015 en France et obtient un large accueil favorable des critiques professionnels. En 2016, aux César Luchini est nommé comme meilleur acteur et Knudsen remporte le César de la meilleure actrice dans un second rôle.

## Synopsis
À Saint-Omer, dans le Pas-de-Calais, Michel Racine est un président de cour d'assises implacable, qui suscite peu de sympathie parmi les avocats de la défense et certains collègues en raison de son caractère distant et austère, ce qui lui vaut d'être surnommé le « Président aux deux chiffres », car les accusés des procès qu'il préside en prennent pour plus de dix ans. Il vit à l'hôtel, séparé de sa femme. Bien que grippé, Racine préside le procès de Martial Beclin, accusé d'avoir mortellement frappé son nourrisson de sept mois, Melissa, à coup de bottes rangers. L'accusé refuse de se justifier, préférant répéter qu'il est innocent. Racine opère la sélection des jurés, issus de différents milieux sociaux. Soudain, il tire au sort le nom de Ditte Lorensen-Cottret, qu'il semble connaître. Lorsque les jurés se rendent dans un bistrot pour faire plus ample connaissance, Racine envoie un SMS sur le portable de Ditte. Il est révélé que Ditte travaille comme médecin anesthésiste dans un hôpital, qu'elle est divorcée et mère d'une adolescente de dix-sept ans, et qu'elle a soigné Racine à la suite d'un accident six ans auparavant. Racine, tombé amoureux d'elle lors de son séjour à l'hôpital, lui avait envoyé une lettre d'amour, restée sans réponse. Il l'avait revue lors d'un repas entre amis, mais elle avait coupé court à toute relation. Ils reparlent du passé en buvant un verre, dévoilant une facette plus humaine de la personnalité de Racine.
Parallèlement, au cours du procès, plusieurs témoins viennent déposer à la barre, notamment la compagne de Martial Beclin, Jessica — qui a accouché d'un autre enfant peu après le drame — ; le demi-frère de l'accusé ; la mère adoptive de Jessica qui n'a jamais aimé Beclin ; enfin un inspecteur dont la retranscription de la garde à vue est mise à mal par l'avocat de la défense. Tout à coup, Racine interroge le policier à propos des paires de rangers de l'accusé, dont l'une aurait servi à tuer le nourrisson, ce qui conforte une théorie de plusieurs jurés, qui soupçonnent Martial de s'être accusé lui-même pour protéger Jessica alors enceinte de leur second enfant. Racine rencontre les jurés dans la salle des délibérations pour les avertir que la vérité sur la tragédie ne sera peut-être pas établie au cours du procès. Le jury rend son verdict et acquitte Beclin.
Lors d'une autre rencontre à la brasserie, Racine avoue à Ditte qu'il espère la retrouver à nouveau comme juré, car il a besoin de sa présence. Toutefois, Ditte n'est pas retenue dans le jury du nouveau procès. Pensant un temps qu'elle a quitté la salle du tribunal, Racine est heureux quand Ditte décide de rester.

## Fiche technique
- Titre français : L'Hermine
- Titre international : Courted

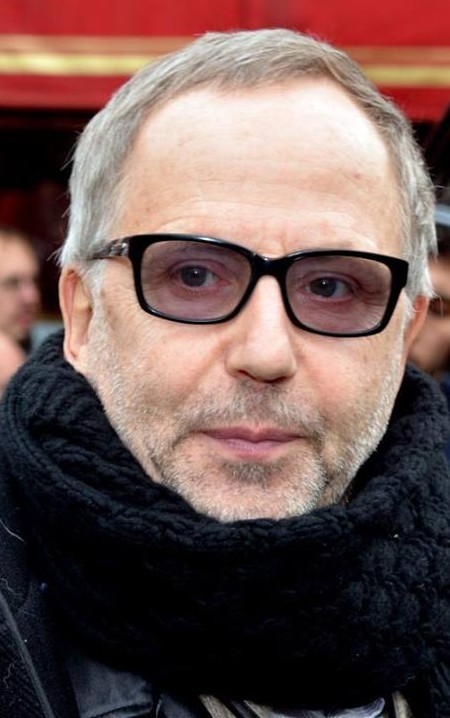
Fabrice Luchini.

- Réalisation et scénario : Christian Vincent
- Assistants réalisateurs : Frédéric Alexandre (1er assistant réalisateur) et Nadia Chaabani (3e assistante réalisatrice)
- Photographie : Laurent Dailland
- Décors : Patrick Durand
- Décors de plateau : Lisa Ternon
- Costumes : Carole Gérard
- Casting : Tatiana Vialle
- Maquillage : Michèle Constantinides
- Photographe de plateau : Jérôme Prébois
- Son : Philippe Fabbri
- Script : Marianne Fricheau
- Montage : Yves Deschamps
- Musique : Claire Denamur
- Régisseurs généraux : Jean-Jacques Albert et Didier Carrel
- Directeur de production : Jean-Jacques Albert
- Directeur de post-production : Nicolas Baudens
- Producteurs : Mathieu Tarot et Sidonie Dumas
- Société de production : Albertine Productions[1], Cinéfrance 1888, France 2 Cinéma, Gaumont, Enfin Seul(s) Production, Canal+, Ciné+, France Télévisions, Palatine Étoile 11 et Soficinéma 10 Développement

- Société de distribution : Gaumont
- Pays d'origine :  France

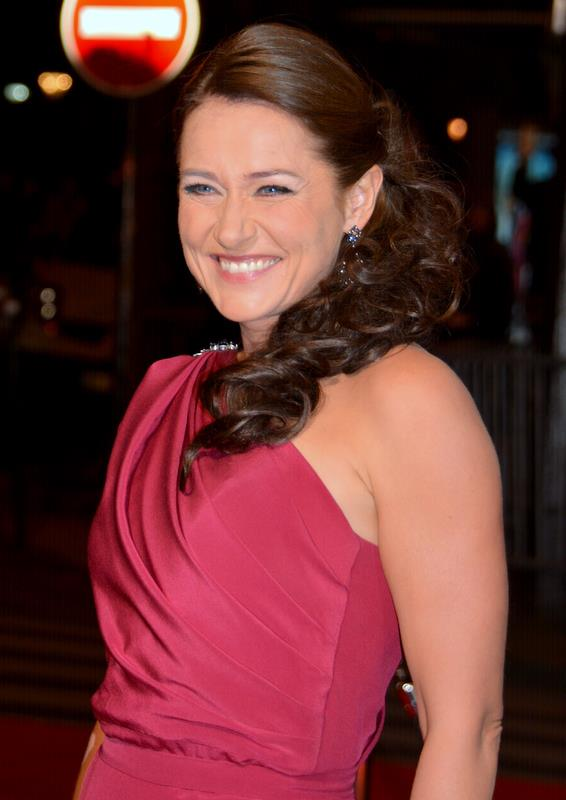
Sidse Babett Knudsen.

- Langues originales : français, et quelques répliques en arabe
- Format : couleur — 35 mm — 2.35:1
- Son : Dolby Digital
- Budget : 7,3 millions €[2]
- Genre : comédie dramatique
- Durée : 98 minutes[3]
- Dates de sortie :
  - Italie : 6 septembre 2015 (Mostra de Venise)
  - France : 18 novembre 2015
- Classification CNC : tous publics, art et essai
- Visa d'exploitation no 140005 délivré le 27 octobre 2015)[3]

## Distribution
- Fabrice Luchini : Michel Racine, président de cour d'assises
- Sidse Babett Knudsen : Ditte Lorensen-Côteret, une jurée
- Eva Lallier : Ann, la fille de Ditte
- Victor Pontecorvo : Martial Beclin, l'accusé
- Candy Ming : Jessica Marton, la compagne de Martial
- Michaël Abiteboul : Jourd'hui, l'avocat de la défense
- Jennifer Decker : l'avocate de la défense
- Corinne Masiero : Marie-Jeanne Metzer, une jurée
- Sophie-Marie Larrouy : Coralie Marciano, une jurée
- Claire Assali : avocate de la partie civile
- Bruno Tuchszer : Fournier
- Marie Rivière : Marie-Laure, épouse de Michel Racine
- Floriane Potiez : la réceptionniste
- Chloé Berthier : Pauline, la greffière
- Raphaël Ferret : le lieutenant Massinet

## Production

### Développement et choix des interprètes
L'Hermine naît d'une envie du réalisateur-scénariste Christian Vincent, partagée par le producteur Mathieu Tarot, de retravailler avec Fabrice Luchini vingt-cinq ans après La Discrète. En discutant, Vincent et Tarot, ce dernier étant passionné par le monde judiciaire, imaginent Luchini en président de Cour d'assises. L'idée vient notamment de la passion du réalisateur pour l'œuvre de Georges Simenon, dont il s'inspire pour le scénario. Ne connaissant pas suffisamment l'univers de la justice, le réalisateur se documente et assiste à des procès d'assises, remarquant qu'une salle d'audience s'apparente à un théâtre, avec son public, ses acteurs, sa dramaturgie et ses coulisses. L'écriture du scénario se fait lorsque Vincent se rend au tribunal de Bobigny pour assister au procès de quatre jeunes hommes accusés de viol en réunion dans un local poubelle. Le titre fait référence à la robe de magistrat que porte le président de la cour.
Christian Vincent rencontre Fabrice Luchini dans son appartement du 18e arrondissement de Paris et lui remet le scénario avant de partir ; l'acteur appelle le réalisateur dès le lendemain pour lui dire qu'il accepte le rôle. Le personnage de Ditte, personnage principal féminin, est construit en opposition de celui de Racine, incarné par Luchini : Racine représente la nuit, la part sombre de chacun d’entre nous, alors que Ditte représente la lumière. Christian Vincent crée ce personnage en s'inspirant de celui de Christine (interprétée par Nora Gregor) dans La Règle du jeu de Jean Renoir. Alors qu'il n'a personne en tête pour incarner Ditte au moment de l'écriture, Vincent choisit l'actrice danoise Sidse Babett Knudsen lorsqu'il tombe sur la diffusion de la troisième saison de la série Borgen, une femme au pouvoir, dont il est fan. La comparant aux héroïnes des films de John Ford, Vincent découvre par hasard une interview donnée pour Arte dans laquelle il apprend que l'actrice parle couramment le français, puis appelle son producteur afin de lui dire qu'il a « trouvé l'actrice ». L'Hermine devient ainsi le premier long métrage tourné en langue française pour Knudsen.

### Tournage

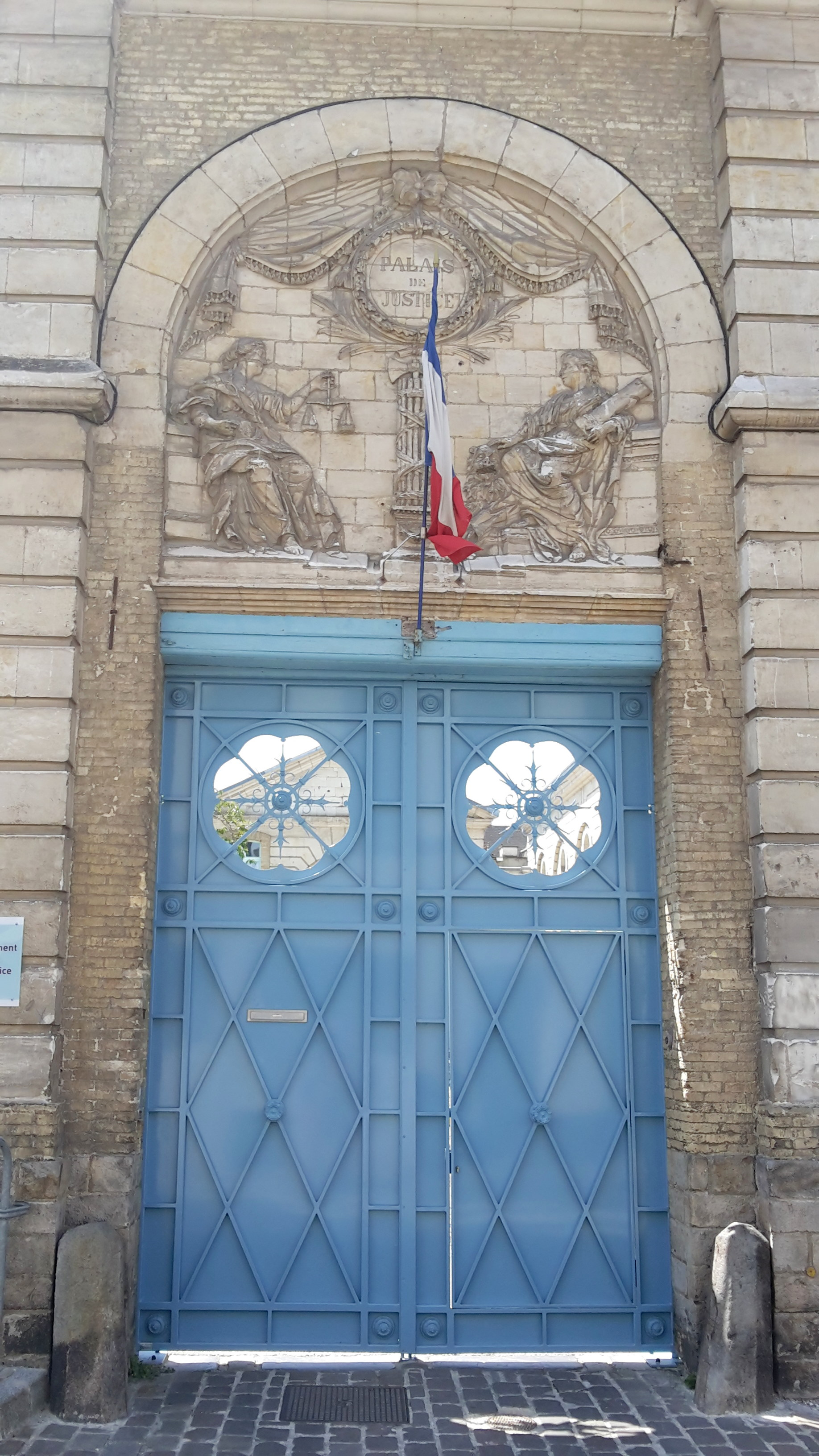
Porte du palais de justice de la ville de Saint-Omer.

Le film est tourné à l'automne 2014, notamment du 6 au 24 octobre dans la ville de Saint-Omer, où Christian Vincent s'était déjà rendu pour un précédent film. Le palais de justice de cette commune sert ainsi de décor principal.

## Accueil

### Réception critique
Le long-métrage obtient un accueil largement favorable des critiques professionnels : Allociné propose une moyenne de 3,6⁄5 à partir de l'interprétation de 22 critiques.
L'Obs attribue la note de trois étoiles sur quatre au film, soulignant la qualité d'interprétation de Luchini dans un rôle à contre-emploi.

### Box-office
| Pays ou région | Box-office        | Date d'arrêt du box-office | Nombre de semaines |
| -------------- | ----------------- | -------------------------- | ------------------ |
| France,        | 1 002 591 entrées | 3 mai 2016                 | 24                 |
| Mondial,       | 7 461 233 $       | 20 décembre 2016           | —                  |

Sorti le 18 novembre 2015 dans 371 salles, L'Hermine totalise 324 441 entrées en première semaine d'exploitation, ce qui lui vaut de prendre la troisième place du box-office français, dont 250 401 entrées pour son premier week-end. La semaine suivante, le film est distribué dans 62 salles supplémentaires, ce qui lui vaut de totaliser 264 531 entrées supplémentaires, soit une faible perte de 18,4% et un cumul de 594 805 entrées.
En troisième semaine, le film totalise 150 922 entrées, cumulant à 745 727 entrées. Il atteint le million de spectateurs fin mars 2016 après dix-neuf semaines.

## Distinctions

### Récompenses
- Mostra de Venise 2015 :
  - Prix du meilleur scénario de la Mostra de Venise pour Christian Vincent
  - Coupe Volpi pour la meilleure interprétation masculine pour Fabrice Luchini
- César 2016 : Meilleure actrice dans un second rôle pour Sidse Babett Knudsen

### Nominations
- 21e cérémonie des prix Lumières 2016 :
  - Prix Lumières du meilleur film
  - Prix Lumières du meilleur acteur pour Fabrice Luchini
- César 2016 : Meilleur acteur pour Fabrice Luchini